# Melchior Hoffman
Melchior Hoffman (1495-1543) var en anabaptistisk profet og visionær anfører i det nordlige Tyskland og i Holland.
Melchior Hoffman blev født i Franken. Hans biografier angiver sædvanligvis hans efternavn som Hofmann; i hans trykte værker er det nogen gange Hoffman og i hans manuskripter er det Hoffmann.
Han var ikke uddannet og dukkede første gang op som pelshandler i Livland. Efter at være blevet tiltrukket af Martin Luthers lære begyndte han som lægprædikant og kombinerede sine forretningsrejser med sin religiøse missioneren. Han fungerede som lægprædikant i byerne Valmiera (fra 1523), Dorpat (vore dages Tartu) og Reval (vore dages Tallinn). I Dorpat blev han involveret i en ikonoklastisk opstand, og myndighederne krævede, at han drog til Wittenberg for at få Luther til at godkende hans prædikantvirksomhed. Efter at være vendt tilbage til Dorpat blev han inddraget i flere kontroverser og blev nødt til at forlade byen.
Efter at det samme skete i Reval, besluttede han sig til at rejse til Stockholm i 1526. Her blev han også inddraget i religiøse uroligheder, og han forlod Sverige.
Efter et kort ophold i Lübeck kom han til Danmark, hvor han indyndede sig hos kong Frederik 1. og blev udnævnt til at prædike i Kiel, hvor han udviklede et syn på nadveren, der var inspireret af Ulrich Zwingli.
Luther blev foruroliget over dette. Under en drøftelse af dette i Flensborg i 1529 måtte Hoffman, Johann Cappanus og andre forsvare sig. Hoffman fastholdt (i modsætning til det "magiske" i Luthers fortolkning), at nadverens funktion er som prædikenens, nemlig intet andet end en opfordring til en åndelig forening med Jesus Kristus. Da han nægtede at trække sit synspunkt tilbage, blev han forvist.
Han tog til Strasbourg, hvor han blev vel modtaget, indtil hans anabaptistiske tilbøjeligheder blev åbenlyse. Han sluttede sig til anabaptisterne og blev gendøbt i april 1930.
I maj samme år rejste han til Østfrisland, hvor han oprettede kirker og døbte omkring 300 mennesker. Han var i forbindelse med reformatoren Kaspar Schwenkfeld og teologen Andreas Karlstadt, men påtog sig sin egen profetiske rolle. I 1532 grundlagde han et samfund ved Emden og fik en stor tilhængerskare af håndværkere.
Efter at en gammel mand havde spået, at Hoffman ville komme i fængsel i seks måneder, vendte han i foråret det efterfølgende år tilbage til Strasbourg. Ud fra sine studier af Johannes' Åbenbaring mente han, at Gud ville vende tilbage til Strasbourg i 1533, og han havde en vision om den apostolske kristendoms "genopstandelse", først under Jan Hus og nu under Hoffman selv. Året 1533 skulle indvarsle den ny æra; Strasbourg skulle være det Ny Jerusalems centrum.
Da Hoffman imidlertid profeterede, at der forud for Kristi genkomst ville finde en udrensning af alle de ugudelige sted, blev han opfattet som revolutionær. Under forhør benægtede han at have gjort fælles sag med anabaptisterne og hævdede ikke at være profet, men blot et almindeligt vidne til det højeste; ikke desto mindre afviste han trosartiklerne, som man præsenterede ham for.
Hoffmans profeti om Kristi genkomst var en væsentlig grund til opstanden i Münster i årene 1533-34, som han var en af ophavsmændene til. To af hans tilhængere, Jan Matthijs og Jan Bockelson van Leiden hævdede, at Hoffman tog fejl med hensyn til tid og sted for Kristi genkomst, og de udnævnte Münster til det korrekte sted.
Som en konsekvens af den terror, som opstanden førte med sig, og den brutale nedkæmpelse af den, blev Hoffman sammen med en anden anabaptist, Claus Frey, fængslet, og Hoffman forblev i fængslet til sin død i 1543.